# Greigia aristeguietae
Greigia aristeguietae L.B.Sm. è una pianta della famiglia delle Bromeliacee, diffusa in Colombia e Venezuela.